# Ken Page
Kenneth "Ken" Page (n. 20 ianuarie 1954, Saint Louis, Missouri, SUA – d. 30 septembrie 2024, Saint Louis, Missouri, SUA) a fost un actor american de film, televiziune și voce.